# 計算言語学
計算言語学（けいさんげんごがく、英: computational linguistics）または計算論的言語学とは、形式性を重視する言語学の一分野である。自然言語処理と共に「理科系言語学」と称される。
類似名称の言語学分野に計量言語学があるが、計量言語学は統計的な手法により自然言語を研究する分野であり、計算言語学の関連分野ないし下位分野である。

## 概要

### 定義
本稿冒頭で述べたように計算言語学は形式性を重視する言語学の一分野であるが、計算言語学と隣接分野、特に自然言語処理、の境界線は曖昧である。計算言語学と自然言語処理の差異については、専門家から次のような指摘がなされている。
計算言語学は他に自然言語処理、理論言語学、数理論理学からなる数理言語学の一分野とされる場合もあるが、ここでも理学系の「計算言語学」、工学系の「自然言語処理」と位置付けられている。
一方で、計算言語学と自然言語処理が同義で用いられることもしばしばある。実際、この分野で最も権威ある国際会議計算言語学会（英語: Association for Computational Linguistics）は計算言語学（computational linguistics）の国際会議を自称するものの、現在では自然言語処理を指向した研究が多くを占めている。

### 主な領域
畠山雄二 et al. (2013)によれば、計算言語学は次の領域からなる。上述のように境界の連続性から「計算言語学で扱われそうな項目が自然言語処理で扱われていたりする」ため、適宜同書を参照されたい。
- 文法枠組・理論 
  - 文脈自由文法
  - 確率文脈自由文法
  - 木接合文法
  - 組み合わせ範疇文法
  - 主辞駆動句構造文法
- 構文解析アルゴリズム
  - CKY法
  - アーリー法
  - チャート法
  - 最大全域木法
  - シフト・還元法
- 言語解析
  - 構文解析
  - 深い構文解析
  - 意味解析
  - 格解析
  - 参照解析
- 技術
  - 知識獲得
  - テキスト含意関係認識
  - 機械翻訳
  - 情報抽出
  - 自動要約
- 計量言語学

## 学会

### 日本
- 計量国語学会[注 1]